# 3015 Candy
3015 Candy è un asteroide della fascia principale. Scoperto nel 1980, presenta un'orbita caratterizzata da un semiasse maggiore pari a 3,3865557 au e da un'eccentricità di 0,1744885, inclinata di 17,39967° rispetto all'eclittica.
L'asteroide è dedicato all'astronomo britannico Michael Philip Candy.